# 6:2-Fluortelomeriodid
6:2-Fluortelomeriodid (6:2-FTI) ist eine chemische Verbindung aus der Gruppe der per- und polyfluorierten Alkylverbindungen (PFAS) bzw. der Fluortelomeriodide (FTI).

## Eigenschaften
6:2-FTI ist eine klare, farblose, lichtempfindliche Flüssigkeit, die praktisch unlöslich in Wasser ist.

## Verwendung
Die Verbindung ist ein wichtiges Zwischenprodukt bei der Synthese von organischen Fluorverbindungen. Sie zeigt auch potenziell östrogene Wirkungen.
Laut Angaben der chemischen Industrie handelt es sich bei 6:2-FTI um eine von 256 PFAS mit kommerzieller Relevanz aus der OECD-Liste von 4730 PFAS.